# Dollerbaechlein
Das Dollerbaechlein ist ein kleiner Fluss in Frankreich, der im Département Haut-Rhin in der Region Grand Est verläuft.

## Geographie

### Verlauf
Das Dollerbaechlein wird im Gemeindegebiet von Reiningue (deutsch: Reiningen) künstlich vom Fluss Doller abgezweigt, schlängelt sich durch das Kalibecken im oberen Elsass und mündet nach 18 Kilometern vor Ensisheim als linker Zufluss in die Ill.
Vom Mittelalter bis in die Gegenwart war es von großer wirtschaftlicher Bedeutung sowohl für die Versorgung der Mühlen als auch für die Bewässerung. An seinem stromaufwärtigen Abschnitt bis Kingersheim wird es oft auch Hagelbach genannt.

### Orte am Fluss

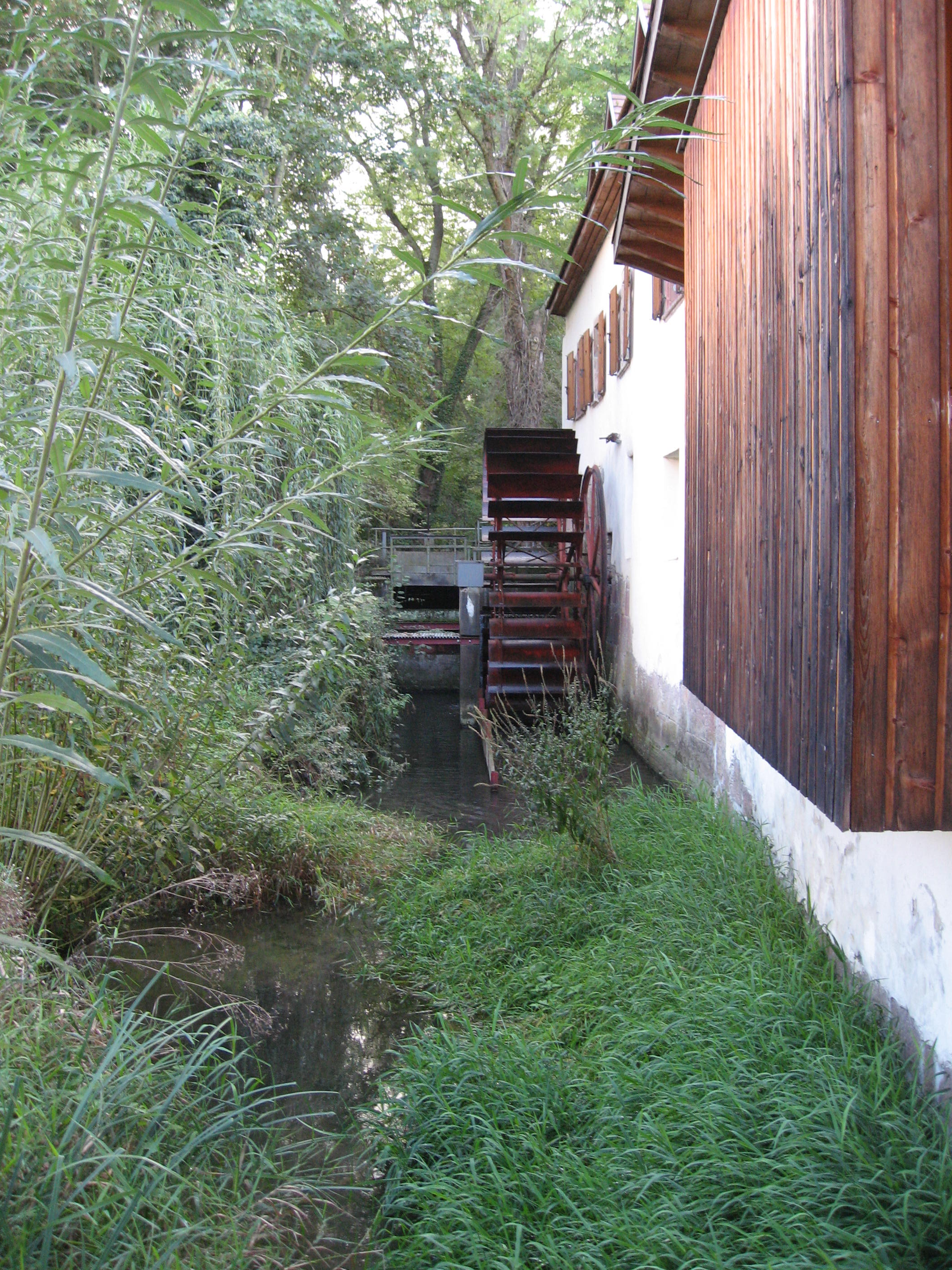
Die Mühle von Lutterbach am Dollerbaechlein

- Lutterbach
- Richwiller (deutsch: Reichweiler)
- Pfastatt
- Kingersheim
- Wittenheim
- Ruelisheim

## Naturschutzgebiet
Im Jahr 2004 wurde vom CINE, Centre d’Initiation à la Nature et à l’Environnement, zusammen mit der Region und der Agence de Bassin ein Feuchtgebiet (Röhricht) entlang des Dollerbaechleins angelegt. Es dient dem Hochwasserschutz und bietet Wildtieren ein Refugium.